# California (metropolitana di Milano)
California è una stazione della linea M4 della metropolitana di Milano. 

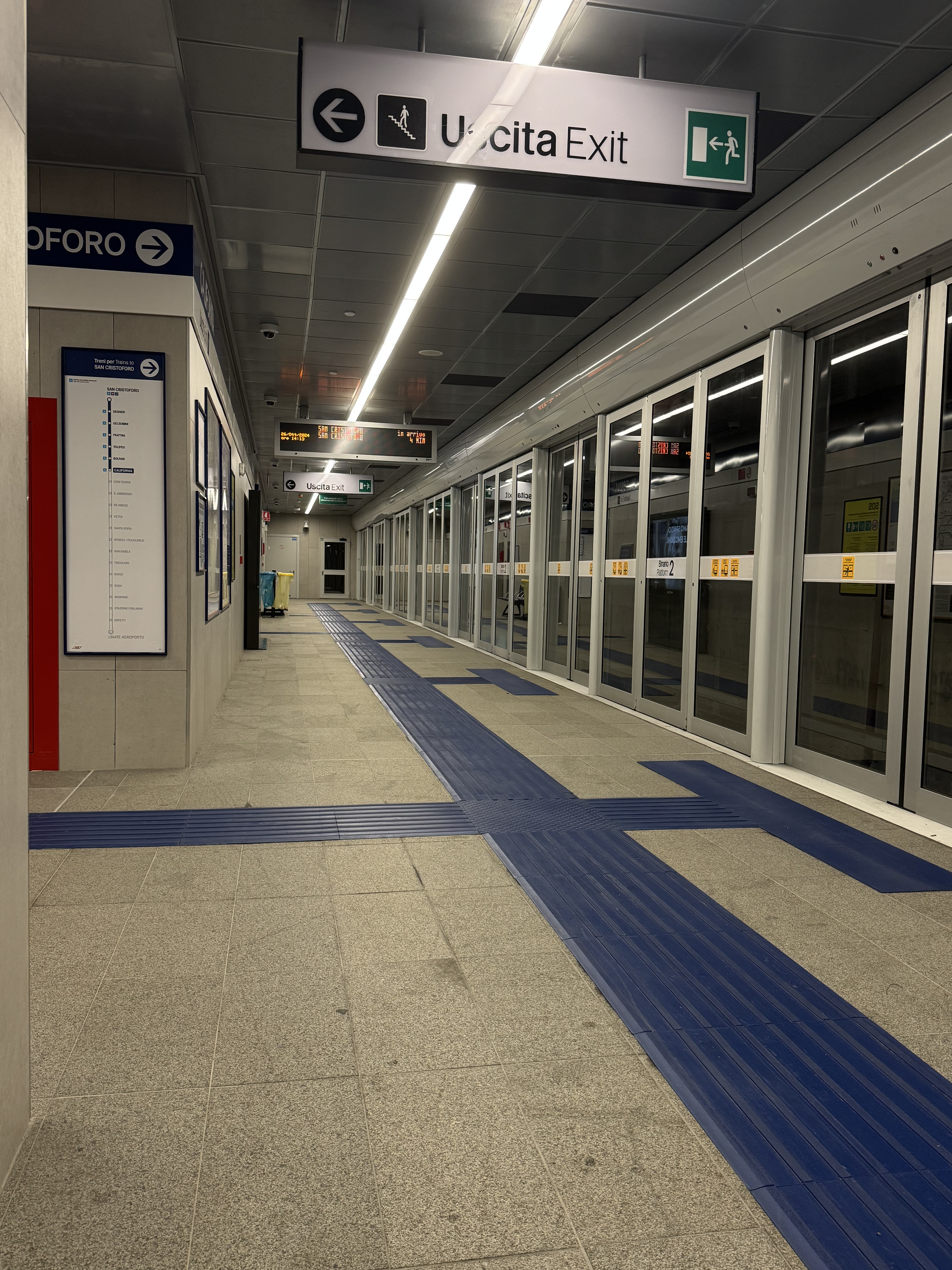
Banchine California M4

La stazione è situata a Milano a metà di via Vincenzo Foppa, poco lontano dall'intersezione con via California.

## Storia
Il 1º febbraio 2015 sono state consegnate le aree per un successivo inizio dei lavori al consorzio di imprese che ha realizzato l'opera.
Il 2 settembre 2015 sono iniziati i lavori di costruzione veri e propri, con la modifica della viabilità di superficie. La stazione è stata inaugurata il 12 ottobre 2024, in concomitanza con l'apertura dell'intera linea M4.
Nel progetto iniziale e nella cartellonistica fino al 2020 il nome della stazione era Foppa.

## Servizi
La stazione dispone di:
- Accessibilità per portatori di handicap
- Ascensori
- Scale mobili
- Emettitrice automatica biglietti
- Stazione video sorvegliata
- Servizi igienici